# Pseuderanthemum tunicatum
Pseuderanthemum tunicatum är en akantusväxtart som först beskrevs av Adam Afzelius, och fick sitt nu gällande namn av Milne-redhead. Pseuderanthemum tunicatum ingår i släktet Pseuderanthemum och familjen akantusväxter. Utöver nominatformen finns också underarten P. t. infundibuliforme.